# Lockerudsskogen

Lockerudsskogen var på 1800-talet ett skogsparti väster om Vänersborg och platsen för den sista duellen med dödlig utgång i Sverige. Duellen ägde rum 1816 mellan kaptenerna Johan Zacharias Sabelfelt och Gustaf von Köhler. von Köhler sköts till döds och Sabelfelt flydde utomlands.  I dag upptas området av stadsdelen Blåsut.